# Playas de Rosarito
Playas de Rosarito är en kommun i nordvästra Mexiko och är belägen vid Stilla havskusten i delstaten Baja California. Playas de Rosarito grundades 14 maj 1885 men var fram till 1 december 1995 en del av Tijuanas kommun. Staden blev vid detta datum en egen kommun.
Playas de Rosarito ingår i Tijuanas storstadsområde och har cirka 100 000 invånare i hela kommunen.